# カールリス・ウルマニス

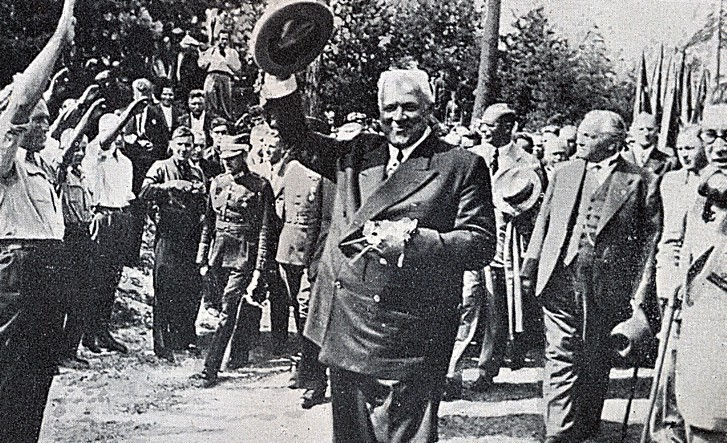
カールリス・ウルマニス(1934)

カールリス・アウグスツ・ヴィルヘルムス・ウルマニス(Kārlis Augusts Vilhelms Ulmanis,1877年9月4日 - 1942年9月20日)は、ラトビア共和国の政治家。ラトビアが独立国として存在した1918年11月から1940年6月にかけて、独裁者として絶大な影響力を発揮した。ウルマニスの治世については、ラトビア国内においても未だに賛否が分かれている。

## 幼少期から青年時代
富農の家に生まれ、スイス連邦工科大学チューリッヒ校とライプツィヒ大学にて農学を学んだ。ラトビアに戻ってからは記者、教師、そして農場の管理人として働いた。1905年の革命に参加し、プスコフにおいて短期間投獄された。ロシア帝国当局によるさらなる処罰を避けるため、程なくしてウルマニスはラトビアから亡命した。亡命していた間、ウルマニスはアメリカ合衆国のネブラスカ大学リンカーン校にて農学を修め、科学の博士号を取得した。ごく短期間同学にて講師を務めたのち、ヒューストン、テキサス州にて事業を買収し経営にあたった。
1913年、ニコライ2世が政治犯に大赦を与えたとの報に接したウルマニスは8年ぶりにラトビアに帰還した。しかし翌年には第一次世界大戦が勃発し、クールラント県も部分的にドイツ軍の占領下に置かれた。

## 独立ラトビアの政治家として
第一次世界大戦も終盤にさしかかった頃、ウルマニスは政党「ラトビア農民連合」を組織した。農民連合はたちまちラトビアを二分する大政党へと成長し、サエイマ(国会)の創設に深く関与した。1918年11月18日、サエイマはウルマニスを初代首相としてラトビア共和国の独立を宣言した。1919年から1920年にかけての独立戦争に勝利したのちに制憲協議会が開催され、ラトビアは議会共和制を確立した。ウルマニスは1918年から1934年の間に組織された内閣にて数次にわたり首相を務めた。

## 1934年5月15日のクーデター
1934年5月15日深夜、首相の地位にあったウルマニスは陸軍大臣ヤーニス・バルオディス(Jānis Balodis)の協力を得てラトビア共和国に戦時体制を宣言し、すべての政党を解散させ、サエイマの機能を停止した。ウルマニスはサエイマから独立した行政権による権威主義体制を確立し、次いで自らを大統領に任じた。ウルマニスに忠誠を誓う国境警備隊と陸軍が無血のうちに中央省庁と放送局、そして輸送機関を掌握した。国会議員をはじめとする2000名の社会民主主義者が最初に逮捕され、次いで雷十字(Pērkonkrusts)党 といった極右、あるいは極左の活動家、そして首長やクーデターに抵抗した陸軍士官が逮捕された。
リエパーヤ県カロスタに設営された臨時刑務所にはあわせて369名の社会民主主義者、95名の雷十字党員、ナチ党を支持するバルト・ドイツ人活動家、そして数えるばかりの野党議員が収容された。ブルノ・カルニンシュ(Bruno Kalniņš)をはじめとする有力な社会民主主義者が内乱予備罪にて訴追されて以降、段階的な収容者らの釈放が開始された。ただし、雷十字党の党首グスタヴス・ツェルミンシュ(Gustavs Celmiņš)をはじめとする数名は反逆罪のかどで有罪判決を受け、それぞれ判決にて言い渡された年数だけ投獄されることとなった。ツェルミンシュは3年の懲役に処された。
クーデターの時点で大統領の地位にあったアルベルツ・クヴィエスィス(Alberts Kviesis)はクーデターに協力し、1936年4月11日までの任期をまっとうした後ウルマニスに大統領の座を譲った。ただし、この政権委譲は違憲であったと考えられている。議会の停止に伴って、立法権は内閣に委ねられた。

## 権威主義体制
ウルマニスによる統治は、他の欧州諸国における独裁制とはその性格を異にしていた。ウルマニスは、他の独裁制諸国において見られた支配政党や傀儡の国会、そして新しいイデオロギーの建設を試みなかった。それはすぐれて個人的であり、ウルマニスがラトビアにとって必要と信ずることを忠実に実行する家父長的な権威主義であった。すべての政治的活動は非合法化され、文化的、あるいは経済的な活動はムッソリーニ的なコーポラティズムに基づいて組織化され、国家の指導の下におかれた。他の独裁体制と共通していた点は、コーポラティズムの導入に伴って職業ごとに組合が組織されたことであった。
ウルマニス自身の農民連合も含めて、政党は例外なく非合法化された。ラトビア共和国憲法は部分的に停止され、自由権はいくつかの制約を加えられた。政党をはじめとする組織が経営していた新聞は廃刊され、あらゆる出版活動にはAlfrēds Bērziņšが大臣を務める内務省の検閲が要求された。一方で、陸軍と国境警備隊には多くの特権が認められた。ウルマニス体制の正統性は、独立戦争を通じて築かれた神話的なカリスマ性に支えられていた。
ウルマニスは農民や保守的なラトビア人から強い支持を得ていたと信じられているが、この点については議論の余地がある。1934年のクーデターの直前にあたる1931年の時点において、ウルマニスの党はサエイマの選挙において12.2％の支持しか得られていなかった。1922年の制憲協議会の時点から一貫して下降傾向にあり、最低値を記録したところであった。一部の歴史学者たちは、ウルマニスがクーデターを決意した最大の理由は次の選挙においてさらに得票を失うことへの懸念にあったのではないかと指摘している。しかし、投票や世論調査といった信頼できる統計を得ることは、ウルマニスが死去するまで叶わなかった。

## 思想
ウルマニスはラトビア人の国粋主義者であった。「ラトビア人のためのラトビア」というスローガンを信奉し、ラトビア民族による国民国家を志向した。これは歴史的にバルト・ドイツ人が占めていたエリート階級や、ユダヤ人による実業家階級を否定するものであった。一方で、「ラトビアの太陽は万民を照らす」というスローガンも多用され、特定の民族への抑圧政策は行われなかった。当局の監督と検閲を受け入れる限りにおいてドイツ人、あるいはユダヤ人向けの新聞や利益団体も存続が許された。公式には、ウルマニスは国内の各民族の伝統がラトビア文化に吸収されることをよしとせず、各民族の文化的な発展を推奨したが、ラトビア国家を指導する役割はラトビア人が負うべきだという方針は固持された。当時の統計は、国内のドイツ人やユダヤ人、そしてポーランド人がその人口に比して大きすぎる影響力を各産業や特定の職業において保持していることを示しており、これがラトビア人の可能性を抑圧していると考えられた。そのため、ウルマニス政権は国民経済に介入し、ラトビア文化を推奨する政策を実施した。
こうした「ラトビア化政策」は、教育政策においても例外ではなかった。ウルマニスの治世において教育は非常に重視され、ラトビアの識字率は高い水準を達成した。しかし、多くの学校が新設されラトビア語教育が普及する一方で、それが少数民族の同化を促進してしまった一面もあった。この傾向は東部ラトガレ地域において顕著であった。
とはいえ、ウルマニスの絶対的権力の許においては、少数民族に対するいかなる暴力や略奪、その他の非合法な迫害も許されなかったことに注意せねばならない。少数民族は、極左あるいは極右勢力、すなわち共産主義やナチズムの信奉者による侮辱からも保護された。そのため、1920年から1939年にわたって、多くの故郷を追われたユダヤ人がソビエト連邦、ナチス・ドイツの手から逃れてラトビアに亡命した。

## 経済
ウルマニス政権下において、ラトビアは偉大な経済成長を遂げた。政府が強力に産業を指導し、国内の零細企業を次々と国有化、合併させることによって競争力を強化した。1935年には中央銀行が設置された。一連の政策は、Latvijas Kredītbankaによって実行に移された。学校、官庁、ケグムス水力発電所を始めとする数多くの公共事業が発注された。比較生産費説が採用され、主な貿易相手国はイギリスやドイツとなった。ソ連との貿易は拒否された。経済は細部に至るまで国家の監督下に置かれ、特に農業や製造業は綿密に管理された。国有化政策によって経済は急速に成長し、ラトビアは非常に高い生活水準を享受した。全世界が世界恐慌によって不況に突入した時代にさえラトビアは経済成長を継続し、GNPも輸出高も上昇傾向を維持したが、その代償として自由や市民権に対する幾許かの制約を必要とした。
ウルマニスは、権力の座につく以前から少数民族の経済力を抑制し、あらゆる分野における指導的地位をラトビア民族が占めるべきことを標榜していた。この政策は「Lettisation」とも呼ばれている。ある推計によれば、1933年には全ラトビアの預金と資本のうちラトビア民族の占めるものは20％に過ぎなかったが、1939年には90％を占めるまでになっていたという。農林大臣のAlfrēds Birznieksは、1936年1月26日にヴェンツピルスにおいて演説し、以下のように述べている。
ラトビア人は、その祖国を正当に統治しているにすぎない。それは正義を定め、法を制定し、犯罪者を裁く権利が、他でもないラトビア人に与えられているということだ。
結果として、ドイツ人、ユダヤ人、ロシア人、ポーランド人といった少数民族の文化的・経済的な影響力は低下した。ラトビアで最初に作られた映画作品『漁夫の倅』は、若い漁師が他の漁師を仲買人による中間搾取から解放するため奔走し、協業によって豊かな未来が切り開かれると呼びかける内容となっている。この映画の原作は、1940年にはソビエト連邦によって首相に擁立されることになるVilis Lācisの手による著名な小説作品であった。

## 後半生とその死
1939年8月23日、ナチス・ドイツのアドルフ・ヒトラーとソビエト連邦のヨシフ・スターリンは、モロトフ・リッベントロップ協定として知られている不可侵条約に署名した。この協定には1945年に明るみに出た秘密議定書が付帯しており、その内容は東欧全体を両国の勢力圏に分割することであった。そして、ラトビアはソ連の勢力圏下に置かれることとされていた。わずか1ヶ月後の1939年10月にはソ連より最後通牒が手交され、ウルマニスは蘇拉相互援助協定への署名を余儀なくされた。この協定はラトビア国内にソ連の基地を置くことを認めるものであった。1940年1月17日には、ラトビアは完全にソ連の占領下に置かれた。このとき、ウルマニスは全軍に赤軍への抵抗を控えるよう命令し、国民に向けてはラジオ放送で「どうか動揺しないでほしい。私は私の持ち場に、諸君は諸君の持ち場に留まる時だ。」と呼びかけた。
ウルマニスはソビエトの傀儡となり、7月14日から15日にかけてソビエトが介入する選挙が行われた。新しい議会はソビエト連邦への加盟を決議した。7月21日、ウルマニスは辞職を強制された。ウルマニスはソ連に年金の支給とスイスへの亡命許可を願い出たが、当局の回答はウルマニスの逮捕と強制送還であった。ウルマニスは農学の専門家であったため、コルホーズの農学顧問として専門性を発揮する道を与えられた。しかし、1941年7月に独ソ戦が勃発すると再び逮捕され、拘留地のスタヴロポリにドイツ軍が迫るとクラスノボツク、すなわち現在のトルクメンバシに送還された。しかしその道中で赤痢に罹患し、1942年9月20日にその生涯を終えた。ウルマニスの墓地の所在は定かではないが、トルクメンバシの共同墓地の一角に記念碑が残されている。ウルマニスに妻子はなかったが、よく「ラトビアと結婚した」と語っていた。

## 評価

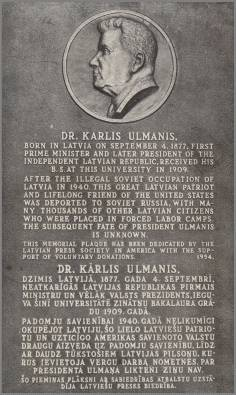
1954年より母校ネブラスカ大学リンカーン校に設置された記銘板

カールリス・ウルマニスの事績に対する評価は、今もなお論争の的なっている。戦後のラトビア・ソビエト社会主義共和国による公式の評価は、ウルマニスはナチス同様のファシストであり、腐敗を招き労働者を抑圧したとして糾弾するものであった。しかし実際にはウルマニスはファシスト政党を非合法化し、その党首であるGustavs Celmiņšを投獄している。
ソビエトから逃れて亡命したラトビア人の間においてウルマニスは神格化され、6年間の治世はラトビアの黄金時代であったとして称讃された。また、母校への寄附をはじめとするウルマニスが創始した伝統は、今もなお受け継がれている。
再び独立を取り戻したラトビアにおいて、ウルマニスは大いに著名かつ評価の分かれる人物であり続けている。大部分のラトビア人にとってウルマニスはラトビア独立の象徴であり、歴史家らもラトビア草創期にウルマニスが首相として果たした役割については肯定的な評価で合意を見ている。しかし、後期の権威主義体制下については評価が分かれている。ウルマニスの政策によって1930年代にかけてラトビア人の経済力が向上し、独裁制にもかかわらず他の独裁国家と比較して軍国主義や政治活動への迫害傾向が穏健であったことを理由に肯定する向きもあるが、ウルマニスの伝記を著作したEdgars Dunsdorfsのように、サエイマ、すなわち民主主義を停止し権威主義体制を導入したことを以って、経済的繁栄を考慮しても肯定的に評価することはできないと考える識者もいる。
1993年、歌う革命によってソビエトから解放されたラトビアは解放後初の大統領としてウルマニスの甥であるグンティス・ウルマニス(英語版)を選出し、ウルマニスの半世紀を経てなお衰えぬ知名度が示された。
ラトビアの首都リガの主要な物流道路のひとつに、ウルマニスに倣って命名されたものがある。2003年には、リガの中央公園に記念の銅像が設置された。
2007年に公開された映画『バトル・オブ・リガ』において、ウルマニスは非常に肯定的に描写された。映画は、1919年のリガをドイツ軍とロシア軍およびその志願兵から防衛する内容であった。